# Gruppo tattico di battaglione
Un gruppo tattico di battaglione (in russo Батальонная тактическая группа, batal'onnaya takticheskaya gruppa; in inglese battalion tactical group, BTG), è una unità militare terrestre di manovra ad alto livello di prontezza operativa delle Forze terrestri russe. Un BTG tipicamente comprende un battaglione (solitamente di fanteria meccanizzata) su 2-4 compagnie, rinforzato con unità di artiglieria, antiaeree, genio e supporto logistico, tratte da una brigata dell'esercito. Solitamente l'unità è rinforzata da una compagnia carri e una di artiglieria lanciarazzi. I BTG hanno rappresentato il pilastro dell'intervento militare russo in Ucraina nel 2013-2015, in particolare nella guerra del Donbass. 
Secondo i dati forniti dal ministro della difesa russo Sergei Shoigu, ad agosto 2021 la Russia disponeva di circa 170 BTG. Ogni BTG allinea approssimativamente 600-800 ufficiali e soldati, dei quali all'incirca 200 fanti, equipaggiati solitamente con 10 carri armati e 40 veicoli da combattimento per la fanteria. 

## Storia

### Epoca sovietica
Durante la Guerra fredda, l'esercito sovietico aveva strutturato le proprie formazioni tattiche con il reggimento di manovra come la più piccola forza armata combinata e i battaglioni subordinati come formazioni omogenee di carri o fanteria motorizzata. In pratica, i sovietici rinforzarono i propri battaglioni in raggruppamenti temporanei di armi combinate durante le esercitazioni sul campo. A seconda della missione assegnata, un battaglione poteva ricevere carri armati o fanti motorizzati addizionali, più elementi di supporto quali artiglieria, artiglieria antiaerea, genieri o unità di ricognizione. Per esempio, un battaglione carri poteva essere rinforzato con una compagnia di fanteria, un battaglione di artiglieria e un plotone del genio per trasformarlo in una forza combinata.
Gli autori militari sovietici utilizzavano il termine "gruppo tattico" per descrivere le task force combinate della NATO, mentre con "gruppo tattico di compagnia" per descrivere le squadre di compagnia e "gruppo tattico di battaglione" per task force a livello di battaglione. Dal 1987, "gruppo tattico di battaglione" venn impiegato anche per descrivere i battaglioni di armi combinate sovietici, impiegati anche nella guerra russo-afghana.
I sovietici ampliarono il concetto di battaglione d'armi combinate come parte del piano di ristrutturazione "Esercito 2000" per rendere l'esercito più agile e versatile per le guerre future. Un elemento di questo piano era la "Divisione 87", che prevedeva l'aggiunta permanente di una compagnia di carri armati a ogni battaglione di fucilieri motorizzati, per trasformarli nel precursore di un battaglione di armi combinate, più grande e flessibile.
Tuttavia, l'esperimento dei battaglioni d'armi combinate permanenti venne abbandonato. Essi risultavano troppo esosi da riorganizzare e mantenere per la decadente economia sovietica della fine degli anni ottanta. Il passaggio a una strategia militare difensiva avvenuto sotto la guida di Michail Gorbačëv rese le riforme militari su vasta scala politicamente inaccettabili. Anche i comandanti di battaglione più giovani non avevano l'esperienza per gestire formazioni così complicate. Infine, un'ulteriore riforma tattica avrebbe richiesto ai sovietici di abbandonare semplici esercitazioni di battaglia e introdurre tecniche di combattimento più sofisticate fino a livello di compagnia e di plotone, cosa possibile solo con un corpo di sottufficiali professionisti.

### Epoca post-sovietica
BTG ad hoc vennero costituiti dall'esercito russo come espediente contro la scarsità di uomini ed equipaggiamenti necessari per equipaggiare completamente brigate e divisioni durante la prima e la seconda guerra cecena e la guerra russo-georgiana del 2008. In seguito a quest'ultima, nell'ottobre 2008, il ministro della difesa annunciò che intendeva riformare l'esercito russo creando brigate a "prontezza permanente", tuttavia, dopo la destituzione di Anatoly Serdyukov e la sostituzione con Shoigu nel novembre 2009, questo piano venne accantonato in favore della formazione di BTG a "prontezza permanente" all'interno delle brigate di guarnigione. Questi dovevano essere composti totalmente da soldati professionisti. Secondo fonti citate dall'agenzia russa Interfax, la ragione di questa scelta risiedeva nella mancanza di personale per formare brigate a pieno organico. 

### Guerra russo-ucraina
I rapporti sulla crisi russo-ucraina citati nell'edizione di luglio-settembre 2016 del giornale militare statunitense Armor hanno identificato i BTG come la maggioranza delle unità russe schierate. Questi BTG comprendevano una compagnia carri, tre compagnie di fanteria meccanizzata, due compagnie armi anticarro, due o tre batterie di artiglieria e due batterie di difesa aerea. 
La maggioranza dei BTG schierati nel Donbass provenivano dalla 49ª Armata di forze combinate e dalla 6ª Brigata carri, sebbene queste unità venisser schierate da quasi tutte le armate e i corpi d'armata dell'esercito russo. Tipicamente i BTG costituivano circa la metà dell'equipaggiamento e del personale della relativa brigata di schieramento e un terzo del loro personale era composto da soldati professionisti a contratto.

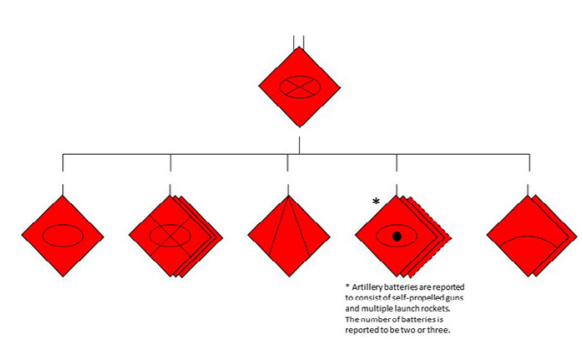
Organigramma di un gruppo tattico di battaglione russo, pubblicato dal giornale militare statunitense Armor.

Le battaglie nelle quali furono coinvolti i BTG includevano la battaglia di Mariupol del maggio-giugno 2014, la seconda battaglia per l'aeroporto di Donec'k e la battaglia di Debal'ceve.
In seguito alla guerra del Donbass, nel 2016 il Capo di stato maggiore generale delle Forze armate russe Valery Gerasimov annunciò piani per espandere il numero di BTG da 96 a 125 entro il 2018. Allo stesso tempo Gerasimov annunciò che queste unità sarebbero state composte principalmente da professionisti entro lo stesso anno. A settembre 2018 Gerasimov affermò che la Russia aveva 126 BTG "permanentemente pronti per la battaglia". A marzo 2019, Shoigu, rivolgendosi alla camera bassa della Duma, affermò che la Russia aveva 136 BTG', saliti ad agosto 2021 a circa 170 BTG. 
Durante l'escalation della tensione tra Russia e Ucraina di marzo-aprile 2021, i militari statunitensi stimarono che circa 48 BTG russi erano stati spostati ai confini con l'Ucraina, 56 secondo le fonti militari ucraine. A gennaio 2022 fonti americane stimavano 100 BTG russi schierati ai confini con l'Ucraina, dei quali 50 già sul posto a dicembre 2021.

## Vantaggi e svantaggi
La combinazione di diversi sistemi d'arma, compresi quelli pesanti, a basso livello ordinativo, consente di effettuare più facilmente i bombardamenti di artiglieria pesante e li rende disponibili per un uso tattico. Un tale BTG può ingaggiare unità nemiche a una distanza maggiore rispetto, ad esempio, a un Brigade Combat Team (BCT) statunitense, che non ha armi così pesanti assegnate.  Nell'esercito russo una brigata può comprendere fino a due BTG e divisioni e reggimenti sono stati sostituiti dalle brigate.
Tuttavia, la relativa scarsità di uomini del BTG (esso schiera circa 200 fanti) rispetto a un BCT americano lo rende dipendente da mercenari e paramilitari (come le milizie filo-russe del Donbass) per garantirne la sicurezza sui fianchi e alle spalle e rende il comandante meno propenso a impegnarsi in combattimenti urbani rispetto a un comandante di BCT. Il comandante dell'unità russa dovrà probabilmente comunicare con mercenari e paramilitari tramite mezzi inaffidabili e insicure quali linee telefoniche cellulari. Per la legge russa, i coscritti non possono servire al di fuori del territorio russo, dove le truppe dei BTG servono su base volontaria. Poiché queste unità traggono personale ed equipaggiamenti principalmente dalla cannibalizzazione di unità più grandi, anche la loro sostenibilità nelle operazioni a lungo termine è in dubbio.